# 저스틴 크레더블
저스틴 크레더블(Justin Credible, 1973년 1월 25일 ~ )은 본명은 피터 조지프 폴라코(영어: Peter Joseph Polaco)다. 미국의 남자 프로레슬링선수로 WWF/WWE 링네임은 저스틴 크레더블(Justin Credible)이라는 링네임으로도 잘 알려져 있다. 1992년 프로레슬링 입문으로 키는 182cm(6 ft 0 in)몸무게는 102kg(225 lb)이다. 피니쉬는 일팔칠!(스피닝 디디티), 슈퍼킥, 댓츠 인크레더블(스피닝 리버스 파일드라이버)로 사용을 한다.

## Professional wrestling highlights
- Finishing moves
  - 187! (Spinning DDT) - 1997-2001, 2002-present
  - Superkick - 2001-2002
  - That's Incredible (Spinning reverse piledriver) - 1997-2001, 2002-present
- Signature moves
  - Diving somersault elbow drop
  - Home Run Swing (blow to the head with a Kendo stick shot)
  - Jumping inverted DDT
  - Lifting cutter
  - Russian legsweep
  - Running double high knee
  - Springboard 450˚ leg drop
  - Standing powerbomb

- Nickname
  - "The Portuguese Man-O-War"

- Manager
  - Dawn Marie
  - Francine
  - Jason Knight

- Entrance themes
  - "Snap Your Fingers Snap Your Neck" by Prong (ECW; 1997-1998)
  - "Snap Your Fingers Snap Your Neck" by Grinspoon (ECW; 1998-2001)
  - "What 'Chu Lookin' At?" of the Uncle Kracker (WWF; used as a member of the X-Factor; 2001)
  - "Surfette's Debut" by Jim Johnston (WWE; 2002-2008)
  - "Snap This" by Dale Oliver (TNA)

## 수상
- BTW 월드 헤비웨이트 챔피언 (1회)
- ECW 월드 헤비웨이트 챔피언 (1회)
- ECW 월드 태그팀웨이트 챔피언 (2회) - 랜스 스톰
- ICW 월드 헤비웨이트 챔피언 (1회)
- ICW 월드 헤비웨이트 챔피언 (1회)
- ICW 월드 헤비웨이트 챔피언 (1회)
- ICWF 월드 노스이스트웨이트 챔피언 (1회)
- 클래스 오브 (2009)
- NEWA 월드 태그팀웨이트 챔피언 (1회) - 가필드 쿠윈
- PWF 월드 유니버셜 헤비웨이트 챔피언 (2회)
- 3PW 월드 헤비웨이트 챔피언 (1회)
- RWF 월드 헤비웨이트 챔피언 (1회)
- TWA 월드 헤비웨이트 챔피언 (1회)
- TRP 월드 헤비웨이트 챔피언 (1회)
- PHW 월드 헤비웨이트 챔피언 (1회)
- WWF/WWE 월드 하드코어웨이트 챔피언 (8회)